# 楠木新
楠木新（くすのき あらた、1954年 - ）は、日本のビジネス評論家。元神戸松蔭女子学院大学人間科学部都市生活学科教授。

## 経歴
神戸市生まれ。京都大学法学部卒業。大手生命保険会社に入社し、人事・労務関係を中心に、経営企画、支社長等を経験。47歳の時うつ状態で休職。その後、50歳から勤務と並行して、「働く意味」をテーマに取材・執筆・講演に取り組む。大阪府立大学大学院経営学研究科でMBAを取得。関西大学商学部非常勤講師を務める。2015年60歳で定年退職。神戸松蔭女子学院大学非常勤講師を経て、2018年4月より神戸松蔭女子学院大学人間科学部都市生活学科教授。2022年３月大学を退任。楠木ライフ＆キャリア研究所代表。

## 著書

### 単著
- 『ビジネスマン「うつ」からの脱出』創元社、2003年4月。ISBN 978-4-422-11286-2。
- 『わが子を失敗させない「会社選び」 就職に勝つ！』ダイヤモンド社、2009年3月。ISBN 978-4-478-00822-5。
- 『会社が嫌いになったら読む本』日本経済新聞出版社〈日経プレミアシリーズ〉、2009年8月。ISBN 978-4-532-26054-5。
- 『会社が嫌いになっても大丈夫』日本経済新聞出版社〈日経ビジネス人文庫〉、2010年6月。ISBN 978-4-532-19547-2。
- 『就活の勘違い—採用責任者の本音を明かす』朝日新聞出版〈朝日新書〉、2010年9月。ISBN 978-4-02-273357-3。
- 『人事部は見ている。』日本経済新聞出版社〈日経プレミアシリーズ〉、2011年6月。ISBN 978-4-532-26122-1。
- 『サラリーマンは、二度会社を辞める。』日本経済新聞出版社〈日経プレミアシリーズ〉、2012年11月。ISBN 978-4-532-26176-4。
- 『内定「とれる人」「とれない人」 カリスマ人事担当者が就活生に教える』三笠書房、2012年12月。ISBN 978-4-8379-2474-6。
- 『会社の「仕組み」を知っている人だけが、上手くいく』大和書房、2013年10月。ISBN 978-4-479-79410-3。
- 『働かないオジサンの給料はなぜ高いのか 人事評価の真実』新潮社〈新潮新書〉、2014年4月。ISBN 978-4-10-610565-4。
- 『人事のプロが教える働かないオジサンになる人、ならない人』東洋経済新報社、2014年7月。ISBN 978-4-492-22344-4。
- 『知らないと危ない、会社の裏ルール』日本経済新聞出版社〈日経プレミアシリーズ〉、2015年2月。ISBN 978-4-532-26273-0。
- 『「こころの定年」を乗り越えろ 40歳からの「複業」のススメ』朝日新聞出版〈朝日新書〉、2015年10月。ISBN 978-4-02-273636-9。
- 『左遷論 組織の論理、個人の心理』中央公論新社〈中公新書〉、2016年2月。ISBN 978-4-12-102364-3。
- 『経理部は見ている。』日本経済新聞出版社〈日経プレミアシリーズ〉、2016年9月。ISBN 978-4-532-26311-9。
- 『定年後 50歳からの生き方、終わり方』中央公論新社〈中公新書〉、2017年4月。ISBN 978-4-12-102431-2。
- 『良い定年後と悪い定年後』（Kindle版）文藝春秋〈文春e-Books〉、2017年10月。ASIN B07649PL1B。
- 『定年準備 人生後半戦の助走と実践』中央公論新社〈中公新書〉、2018年5月。ISBN 978-4-12-102486-2。
- 『会社に使われる人 会社を使う人』KADOKAWA〈角川新書〉、2019年2月。ISBN 978-4-04-082254-9。
- 『定年後のお金 貯めるだけの人、上手に使って楽しめる人』中央公論新社〈中公新書〉、2020年1月。ISBN 978-4-12-102577-7。
- 『定年後の居場所』朝日新聞出版〈朝日新書〉、2021年5月。ISBN 978-4-02-295125-0。
- 『転身力 「新しい自分」の見つけ方、育て方』中央公論新社〈中公新書〉、2022年6月。ISBN 978-4-12-102704-7。
- 『自分が喜ぶように、働けばいい。: 二つの本業のすすめ』東洋経済新報社、2022年10月。ISBN 978-4-492-55813-3。
- 『75歳からの生き方ノート』小学館、2023年3月。ISBN 978-4-09-389100-4。

### 一部執筆
- 楠木新 著「興味の対象は内容から著者へ」、中央公論新社 編『50歳からの読書案内』中央公論新社、2024年1月。ISBN 978-4-12-005736-6。